# Аирное масло
Аирное масло (лат. Oleum calami) — эфирное масло, содержится в корневищах аира обыкновенного (Acorus calamus), произрастающего на территории России, Европы, Азии и Северной Америки.

## Свойства
Аирное масло — вязкая жидкость от тёмно—жёлтого до коричневого цвета с камфорным запахом и горьким, жгучим вкусом.
| {\displaystyle {\mbox{d}}_{20}^{20}} | {\displaystyle [{\mbox{n}}]_{\mbox{D}}^{20}} | {\displaystyle [\alpha ]_{\mbox{D}}^{20}} | Кислотное число | Эфирное число |
| ------------------------------------ | -------------------------------------------- | ----------------------------------------- | --------------- | ------------- |
| 0,946—0,947                          | 1,498—1,529                                  | +8°5' — +28°9'                            | 0,9—5,5         | до 26         |

Растворимо в 90%-м этаноле, бензилбензоате, диэтилфталате, в растительных и минеральных маслах; в пропиленгликоле и глицерине растворяется с опалесценцией; нерастворимо в воде.
Легко окисляется на свету и в воздухе, устойчиво в присутствии слабых щелочей, органических и неорганических кислот.

## Состав
Существует несколько хемотипов аира.
В состав масла входят α- и β-пинены, камфен, кариофиллен, гумулен, β-элемен, каламен, δ-кадинен, калакорен, α-иланген, n-цимол, эвгенол, метилэвгенол, цинеол, α-терпинеол, терпинен-4-ол, линалоол, каламенол, калакон, каламон, β-азарон, акоренон, масляная и пальмитиновая кислоты и другие компоненты.
В индийском аирном масле содержится до 96 % β-азарона.

## Получение
Получают из раздробленных свежих или сухих корневищ путём отгонки с паром, выход масло от 1,5 до 2,5 %.
Основные производители — Россия и Франция.

## Применение
Применяют в ликёро-водочном и табачном производстве, как компонент отдушек мыла и косметических изделий.
Эфирное масло аира обладает антимикробной активностью в отношении ряда микроорганизмов, в частности ассоциации микробов зубодесневых каналов у больных парадонтозом, задерживает рост стафилококков и эшерихий, оказывает фунгистатическое действие.
Компонент эфирного масла — азарон влияет успокаивающе на центральную нервную систему, оказывает в эксперименте противосудорожное, противоаритмическое, спазмолитическое, бронхолитическое действие. Гликозид акорин и эфирное масло воздействует на окончания вкусовых нервов, повышают аппетит, рефлекторно усиливают секрецию желудочного сока.

### Безопасность
Азарон считается нежелательным компонентом поэтому медицинское применение некоторых типов эфирного масла ограничено